# Contea di Margibi
La contea di Margibi è una delle 15 contee della Liberia. Il capoluogo è Kakata.
La contea venne istituita nel 1984, quando due territori chiamati Marshall e Gibi (da cui la denominazione "MarGibi") vennero separati dalla contea di Montserrado per unirli a formare la nuova contea.

## Geografia antropica

### Suddivisioni amministrative
La contea è divisa in 4 distretti:
- Firestone
- Gibi
- Kakata
- Mambah-Kaba